# Fabio Battesini
Fabio Battesini   (Virgilio, 19 de febrer de 1912 - Roma, 17 de juny de 1987) va ser un ciclista italià que fou professional entre 1930 i 1945. En el seu palmarès hi ha una vintena de victòries, entre les quals destaquen tres etapes del Giro d'Itàlia. el 1932, 1934 i 1936, i una al Tour de França de 1931.
La part final de seva carrera la dedicà principalment al ciclisme en pista, establint tres rècords mundials: el del quilòmetre llançat el 1937 i els del quilòmetre dempeus i dels 5 km el 1938. Abans de retirar-se va guanyar dos cops els campionats italians de mig-fons, el 1943 i el 1945.

## Palmarès
- 1930
  - 1r de la Copa del Gran
  - 1r del Critèrium de Virgilià (contrarellotge)
  - 1r de la Copa hivern
- 1931
  - Vencedor d'una etapa al Tour de França
- 1932
  - Vencedor d'una etapa al Giro d'Itàlia
- 1933
  - 1r a la Milà-Màntua
- 1934
  - Vencedor d'una etapa al Giro de la Tripolitània
  - Vencedor d'una etapa al Giro d'Itàlia
- 1935
  - 1r del Critèrium dels Asos a Cremona
  - 1r al Giro de la província de Milà i vencedor d'una etapa, amb Learco Guerra
- 1936
  - 1r del Gran Premi de la Indústria (contrarellotge)
  - Vencedor d'una etapa al Giro d'Itàlia
  - Vencedor d'una etapa al Giro de la Província de Milà
- 1937
  - Vencedor de 2 etapes al Giro de la Província de Milà
- 1938
  - 1r del Critèrium dels Asos a Piacenza
- 1939
  - 1r de la Copa Espanya a Barcelona
- 1941
  - 1r a Florència (darrere moto)
- 1943
  -  Campió d'Itàlia de mig-fons
- 1945
  -  Campió d'Itàlia de mig-fons

### Rècords del món
- Rècord del món de l'hora amateur, amb 42,029 km l'11 d'octubre de 1929
- Rècord del món del km llançat, amb 1' 01" 20, el 26 de maig de 1937
- Rècord del món del km amb sortida aturada, amb 1' 04" 40, el 17 d'agost de 1938
- Rècord del món dels 5 km, amb 6' 21", el 18 d'agost de 1938

### Resultats al Giro d'Itàlia
- 1930. 17è de la classificació general
- 1931. Abandona
- 1932. 33è de la classificació general i vencedor d'una etapa
- 1933. Abandona (7a etapa)
- 1934. 22è de la classificació general i vencedor d'una etapa
- 1935. Abandona (12a etapa)
- 1936. 42è de la classificació general i vencedor d'una etapa
- 1937. No surt (10a etapa)
- 1938. Abandona (2a etapa)

### Resultats al Tour de França
- 1931. 30è de la classificació general i vencedor d'una etapa
- 1933. Desqualificat (8a etapa)